# Die Akte Kissinger
Die Akte Kissinger (engl. The Trial of Henry Kissinger, übersetzt Der Prozess gegen Henry Kissinger) ist ein Sachbuch des britisch-amerikanischen Journalisten Christopher Hitchens aus dem Jahr 2001.
Es beschäftigt sich mit Kriegsverbrechen und illegalen verdeckten Operationen, für die der ehemalige Sicherheitsberater des US-Präsidenten und spätere US-Außenminister Henry Kissinger verantwortlich bzw. mitverantwortlich gewesen sein soll. Kissinger hatte den US-Präsidenten Nixon und Ford gedient. Ausschnitte des Buches wurden in Harper’s Magazine 2001 abgedruckt. Im gleichen Jahr erschien die deutsche Übersetzung.

## Inhalt
Der Autor Hitchens nimmt in seinem Buch die Rolle eines Anklägers ein und beschuldigt Kissinger in dieser Rolle, für Verbrechen in Vietnam, Kambodscha, Bangladesch, Chile, Zypern und Osttimor verantwortlich zu sein.
Die vorgeworfenen Delikte umfassen unter anderem: Kriegsverbrechen, Verbrechen gegen die Menschlichkeit, Verstöße gegen das Völkerrecht, Verschwörung zum Mord, zu Entführungen, dem systematischen Verschwindenlassen von Menschen vor allem in Südamerika (siehe Desaparecidos) und zur Folter.
Hitchens präsentiert dabei Belege, vor allem anhand von US-amerikanischen Regierungsdokumenten, die eine juristische oder hilfsweise eine politische Verantwortung für etliche Verbrechen zeigen sollen. Kissinger soll im Einzelnen für die vorsätzliche Ermordung von Zivilisten in Vietnam und Kambodscha verantwortlich gewesen sein. Weitere Vorwürfe beinhalten die Verantwortung für Massenmorde und mindestens ein Attentat in Bangladesch. Kissinger soll zur Ermordung eines staatlichen Funktionsträgers in Chile (General René Schneider) angestiftet und an einem Plan mitgearbeitet haben, den Staatschef Zyperns, Makarios, und einen in den USA lebenden Journalisten ermorden zu lassen. Gemeinsam mit Präsident Ford soll er dem indonesischen Staatschef Suharto grünes Licht für dessen Invasion des benachbarten Osttimors 1975 gegeben haben, wobei er die folgenden massiven Menschenrechtsverletzungen an der dortigen Bevölkerung zumindest billigend in Kauf genommen, wenn nicht sogar durch die Art seiner Zustimmung aktiv gefördert habe.
Hitchens ruft die amerikanische Öffentlichkeit am Ende des Buches dazu auf, die Augen nicht vor der Verantwortung Kissingers zu verschließen.

## Film
Das Buch diente 2002 als Vorlage für den Dokumentarfilm Angeklagt: Henry Kissinger. Hitchens schrieb zusammen mit dem Regisseur Alex Gibney das Drehbuch. Hitchens wird in dem Film interviewt, Kissinger taucht nur im Rahmen von historischen Archivaufnahmen seiner Person auf.

## Kritik
- „Das Buch ist wichtig und aktuell. Einzelne Kapitel lesen sich wie eine crime story. Für Deutschland zeigt es, daß eine Revision des Kissinger-Bilds ansteht. Und es illuminiert die 68er-Debatte im neuen Licht.“[9]
- „Hitchens stützt sich auf Akten und Gesprächsprotokolle aus der Nixon-Ära, die zum Teil erst in den vergangenen zwei Jahren in den USA freigegeben wurden. Der Vergleich zwischen Kissingers eigener Darstellung einzelner Unterredungen in seinen Memoiren und dem tatsächlich Gesagten bestätigt die schlimmsten Befürchtungen über die Diskrepanz zwischen Kissingers politischer Fassade und seiner faktischen Politik hinter den Kulissen.“[10]